# Harry Lennix
Harry Joseph Lennix (Chicago, 16 de novembro de 1964) é um ator dos Estados Unidos da América. 

## Biografia
Lennix, caçula de quatro irmãos, nasceu em Chicago, Illinois, o filho de Lillian Cleo e Harry Lennix. . O pai de Lennix nasceu na Louisiana.. Lennix cursou o a escola preparatoria Quigley South e a Northwestern University, se graduando em atuação e direção. Ele ensinou música e cívica durante vários anos no sistema de Escolas Públicas de Chicago e era convidado como conferencista. 

### Carreira
Lennix teve papéis de apoio em filmes, como a série The Matrix, The Five Heartbeats, um filme de Spike Lee Get on the Bus, Ray e Barbershop 2: Back in Business. Na televisão, teve um papel permanente em Diagnosis: Murder como agente Ron Wagner, bem como a um papel só para voz para o desenho animado Legion of Super Heroes. Também estrelou no programa de televisão Commander in Chief da ABC e no filme Titus como Aaron, o Moor. Teve um papel permanente na sexta temporada de 24  como um muçulmano ativista dos direitos civis Walid Al-Rezani. Atualmente, estrela no show da Broadway Rádio Golf. 
Foi recentemente convidado para ser Boyd Langton, na nova série de Joss Whedon chamada Dollhouse. .

## Filmography
| Ano     | Nome                                      | Personagens                                           | Notas              |
| ------- | ----------------------------------------- | ----------------------------------------------------- | ------------------ |
| 1989    | A Mother's Courage: The Mary Thomas Story | Nero                                                  |                    |
| 1989    | The Package                               | Field Soldier                                         |                    |
| 1991    | The Five Heartbeats                       | Dresser                                               |                    |
| 1992    | Mo' Money                                 | Tom Dilton                                            | Harry J. Lennix    |
| 1992    | Bob Roberts                               | Franklin Dockett                                      |                    |
| 1994    | Guarding Tess                             | Kenny Young                                           |                    |
| 1995    | Clockers                                  | Bill Walker                                           |                    |
| 1996    | Get on the Bus                            | Randall                                               |                    |
| 1997    | Hellcab                                   | Irate Boyfriend                                       | as Harry J. Lennix |
| 1997    | ER                                        | Dr. Greg Fischer                                      | 6 Episódios        |
| 1999    | Titus                                     | Aaron                                                 |                    |
| 2002    | Keep the Faith, Baby                      | Adam Clayton Powell, Jr.                              |                    |
| 2002    | Pumpkin                                   | Robert Meary                                          |                    |
| 2002    | Collateral Damage                         | Dray                                                  |                    |
| 2003    | The Matrix Reloaded                       | Commander Lock                                        |                    |
| 2003    | The Human Stain                           | Mr Silk                                               |                    |
| 2003    | The Matrix Revolutions                    | Commander Lock                                        |                    |
| 2004    | Chrystal                                  | Kalid                                                 |                    |
| 2004    | Barbershop 2: Back in Business            | Quentin Leroux                                        |                    |
| 2004    | Suspect Zero                              | Rich Charleton                                        |                    |
| 2004    | Ray                                       | Joe Adams                                             |                    |
| 2005    | House MD                                  | John Henry Giles                                      | 1 Episódio         |
| 2005-6  | Commander in Chief                        | Jim Gardner                                           |                    |
| 2006    | Sharif Don't Like It                      | Tom                                                   |                    |
| 2007    | Stomp the Yard                            | Nate                                                  |                    |
| 2007    | Resurrecting the Champ                    | Bob Satterfield, Jr.                                  |                    |
| 2007    | Across the Universe 24                    | Army Sergeant Walid Al-Rezani                         |                    |
| 2008    | Little Britain USA                        | President of the United States                        |                    |
| 2009    | State of Play                             | Det. Donald Bell                                      |                    |
| 2009–10 | Dollhouse                                 | Boyd Langton                                          |                    |
| 2010    | Mr Sophistication                         | Ron Waters                                            |                    |
| 2012    | A Beautiful Soul                          | Jeff Freeze                                           |                    |
| 2013    | Man of Steel                              | General Calvin Swanwick                               |                    |
| 2013    | Emily Owens, M.D.                         | Tim Dupre                                             |                    |
| 2013    | The Blacklist                             | Harold Cooper                                         |                    |
| 2014    | Cru (C.R.U)                               | Diego Glass                                           |                    |
| 2015    | The Algerian                              | Suleyman                                              |                    |
| 2015    | Liga da Justiça: Trono de Atlântida       | David Kane/Arraira Negra                              | Voz                |
| 2016    | Batman V Superman: A Origem da Justiça    | General Calvin Swanwick                               |                    |
| 2021    | Zack Snyder's Justice League              | General Calvin Swanwick/J'onn J'onzz/Caçador de Marte |                    |